# José Santos Paniagua
José Santos Paniagua (Ciudad de Guatemala, 1 de noviembre de 1930) es un violinista y pedagogo guatemalteco. 
Realizó sus estudios de violín en el  Conservatorio Nacional de Guatemala, donde fue alumno de Andrés Archila y José Luis Abelar. Se perfeccionó en un curso llevado a cabo en Siena, Italia. En 1948, cuando aún no cumplía los 18 años, ingresó a la Orquesta Sinfónica Nacional de Guatemala. A esta agrupación estatal perteneció hasta su jubilación en 1980. Durante su carrera fue solista invitado por la Orquesta Sinfónica Nacional, actuando bajo la batuta de directores como Humberto Ayestas, Ricardo del Carmen, Jorge Fontenla, Jascha Horenstein, Juan Levy, Pedro Pirfano y otros. Fue invitado a tocar como solista y concertino de la Orquesta Sinfónica de Maracaibo en Venezuela, dirigida por Eduardo Rahn. Asimismo, se presentó en México y fue integrante de la Orquesta Sinfónica del Estado de México en Toluca. Fue violín concertino de la Nueva Orquesta Filarmónica de Guatemala y posteriormente de la Orquesta Metropolitana de la Ciudad de Guatemala, así como también de la Orquesta Millennium. Tuvo una importante presencia en la música de cámara como integrante del Cuarteto Guatemala, así como actividad solista acompañado por el pianista Juan Levy.
En su repertorio destacaron los conciertos de violín de Johann Sebastian Bach, Ludwig van Beethoven, Johannes Brahms, Felix Mendelssohn, Wolfgang Amadeus Mozart (Conciertos Nos. 3, 4, y 5), Igor Stravinsky, Henri Vieuxtemps y Henryk Wieniawski. Ha estrenado música de los compositores José Escolástico Andrino (Variaciones en Sol), Enrique Anleu Díaz (Rapsodia), Dieter Lehnhoff (Santelmo), Joaquín Orellana (Dos Poemas) y Jorge Sarmientos. 
Ha sido profesor de violín en el Colegio Americano de Guatemala (1965-2010) y en el Conservatorio Nacional. Varios de sus alumnos han destacado desarrollando carreras a nivel nacional e internacional, mientras muchos de ellos que siguen otras profesiones conforman el público melómano de Guatemala.
Ha ganado numerosos premios otorgados por la Dirección General de Bellas Artes, el Ministerio de Cultura y Deportes y la Alcaldía Metropolitana de la Ciudad de Guatemala (2001).